# Abodi-patak
Az Abodi-patak a Csereháton ered, Abod településtől keletre, Borsod-Abaúj-Zemplén vármegyében, mintegy 110 méteres tengerszint feletti magasságban. A településhez tartozó Királykúti erdőkből lefolyó kisebb vízerekből és forrásokból fejlődik patakká. Innen előbb északi-északnyugati irányban halad, majd délnyugati-nyugati irányba tartva éri el Szendrőnél a Bódva folyót.

## Part menti települések
- Abod
- Szendrő